# Oltranzismo
L'oltranzismo è un comportamento caratterizzato da una concezione intransigente ed estremistica di idee politiche, sociali o religiose. 